# Dibolia
Dibolia is een geslacht van kevers uit de familie bladkevers (Chrysomelidae).
De wetenschappelijke naam van het geslacht werd in 1829 gepubliceerd door Latreille.
Het geslacht Dibolia is gemakkelijk te onderscheiden van alle andere Europese geslachten door de brede, gegaffelde klauw aan het eind van de tarsus en de verticaal aflopende kop, die van bovenaf niet zichtbaar is.

## Soorten
- Dibolia alpestris Mohr, 1981
- Dibolia carpathica Weise, 1893
- Dibolia chevrolati Allard, 1861
- Dibolia cryptocephala Koch, 1803
- Dibolia cynoglossi Koch, 1803
- Dibolia depressiuscula Letzner, 1847
- Dibolia dogueti Mohr, 1981
- Dibolia femoralis Redtenbacher, 1849
- Dibolia foersteri Bach, 1859
- Dibolia iranica Mohr, 1981
- Dibolia kralii Mohr, 1981
- Dibolia magnifica Har. Lindberg, 1950
- Dibolia maura Allard, 1860
- Dibolia obtusa Wollaston, 1864
- Dibolia occultans Koch, 1803 – Zwarte gaffelaardvlo
- Dibolia oudai Cizek, 2007
- Dibolia pelleti Allard, 1860
- Dibolia phoenicia Allard, 1866
- Dibolia rufofemorata Reitter, 1896
- Dibolia rugulosa Redtenbacher, 1849
- Dibolia russica Weise, 1893
- Dibolia schillingii Letzner, 1847
- Dibolia tibialis (Wang, 1992)
- Dibolia timida Illiger, 1807
- Dibolia turkmenica Yablokov-Khnzoryan, 1978
- Dibolia tyrrhenica Mohr, 1981
- Dibolia veyreti Doguet, 1975
- Dibolia weisei Mohr, 1981
- Dibolia zaitzevi Medvedev, 1980